# Chorizomma subterraneum
Genre
Espèce
Chorizomma subterraneum, unique représentant du genre Chorizomma, est une espèce d'araignées aranéomorphes de la famille des Cicurinidae.

## Distribution
Cette espèce se rencontre en France dans les Pyrénées, dans le Nord de l'Espagne et dans le Nord du Portugal,,.

## Habitat
Cette espèce est troglophile.

## Description
La femelle holotype mesure 4,3 mm.
La carapace du mâle décrit par de Blauwe en 1973 mesure 1,9 mm sur 1,3 mm et l'abdomen 1,8 mm de long sur 1,4 mm et la carapace de la femelle 2 mm de long sur 1,3 mm et l'abdomen 2,2 mm de long sur 1,5 mm.

## Systématique et taxinomie
Cette espèce a été décrite par Simon en 1872. Elle est placée dans le genre Cicurina par Lehtinen en 1967 puis dans le genre Chorizomma par de Blauwe en 1973.
Ce genre a été décrit par Simon en 1872 dans les Agelenidae. Elle est placée en synonymie avec Cicurina par Lehtinen en 1967. Elle est relevée de synonymie par de Blauwe en 1973. Il est placé dans les Hahniidae par Wheeler et al. en 2017 puis dans les Cicurinidae par Gorneau, Crews, Cala-Riquelme, Montana, Spagna, Ballarin, Almeida-Silva et Esposito en 2023.

## Publication originale
- Simon, 1872 : « Notice sur les arachnides cavernicoles et hypogés. » Annales de la Société Entomologique de France, sér. 5, vol. 2, p. 215–244 (texte intégral).